# Cañas (Panama)
Cañas è un comune (corregimiento) della Repubblica di Panama situato nel distretto di Tonosí, provincia di Los Santos. Si estende su una superficie di 94,1 km² e conta una popolazione di 650 abitanti (censimento 2010).